# Железнодорожная линия Победино — Первомайское
Железнодорожная линия Победино (Котон) — Первомайское (Ганмон-ива)  (с 1943 по 1945 — Карафутская известково-цементная железнодорожная линия; яп. 樺太セメント工業石灰山軌道, с 1945 по 1991 — Муйская узкоколейная железная дорога) — разобранная, единственная (по состоянию на 2006 год) ведомственная железнодорожная линия колеи 1067 мм в Сахалинской области. Начальным пунктом являлась станция Победино Сахалинского региона Дальневосточной железной дороги.

## История

### Колея 600 мм (1943—1945)
Карафутская известково-цементная железнодорожная линия (яп. 樺太セメント工業石灰山軌道 Карафуто сэмэнто ко:гё: сэккаияма кидо:) — это была частная узкоколейная грузовая железнодорожная линия, с шириной колеи 600 мм, которая первоначально ходила от станции Котон (Победино), до станции Нисияма (ныне закрытая станция Известковый). Открылась в 1943 году и изначально предназначалась для вывоза известняка из карьеров. 15 августа 1944 года после открытия перегона Кэтон (Смирных) — Котон (Победино) получила связь с Восточно-Карафутской железнодорожной линией.

### Колея 750 мм (1945—1993)
После освобождения Южного Сахалина советскими войсками узкоколейная железная дорога была перешита на колею 750 мм. В 1947 году к северу от Известкового был основан посёлок Муйка (с 1961 года — Первомайское), к нему была проведена узкоколейная ветвь. Одновременно был основан Муйский леспромхоз, ставший одним из основных грузоотправителей дороги.
В 1960-х — 1970-х годах произведена замена подвижного состава с паровозов на тепловозы.

### Колея 1067 мм (с 1991)
В 1980 году параллельно узкоколейной железной дороге началось строительство железнодорожной линии колеи 1067 мм. Первые участки насыпи были отсыпаны в 1981 году, вскоре они значительно пострадали от наводнения.
Почти везде новая железная дорога прокладывалась в непосредственной близости от Муйской узкоколейной железной дороги, удаляясь от неё не более, чем на 50 метров. Имелся один «трёхниточный» участок (колея 750 мм/1067 мм), он был расположен на мосту через реку Поронай и вблизи него. В годы совместного функционирования железных дорог разной колеи у моста находился стрелочный пост, работал дежурный, обеспечивавший безопасность движения.
В 1991 году ширококолейная линия была открыта, ветвь на Известковый была перешита к 1993 году. К 1994 году остатки старой узкоколейной трассы были разобраны. Большая часть подвижного состава колеи 750 мм была порезана, часть переставлена на тележки колеи 1067 мм.
В 1992 году в Первомайском был открыт нефтеналивной терминал, а перевозка леса и известняка была прекращена.
В середине 1990-х ответвление Лесная — Известковый было законсервировано.
В 2000 году пассажирское сообщение на линии было прекращено.
По состоянию на июнь 2006 года эксплуатантом линии является ООО «Восточный путь». По линии ежедневно курсируют грузовые поезда с цистернами для перевозки нефти. Изредка со станции Первомайск вывозится металлолом, который «добывается» на развалинах нижнего склада бывшего леспромхоза.
По состоянию на 2014 год непригодна для движения.
С 2016 года активно ведется демонтаж верхнего строения пути. По состоянию на 2020 год, железная дорога полностью разобрана.

## Подвижной состав (по состоянию на 2006 год)
ТУ7-2659 (действующий, в 2014 году передан в депо Тымовск);
ТУ7А-3248 (действующий, в 2014 году передан в депо Тымовск);
ТУ7-1549 (не работает);
ТУ7А-3247 (разграблен);
ТУ7-2112 (разграблен).

## Происшествия в истории линии
- 31 мая 2011 года на 40 км линии произошёл сход трёх нефтяных цистерн ёмкостью 20 тонн каждая, произошёл выброс нефтепродуктов[1].